# Rodos (gmina)
Rodos (gr. Δήμος Ρόδου, Dimos Rodu) – gmina w Grecji, w administracji zdecentralizowanej Wyspy Egejskie, w regionie Wyspy Egejskie Południowe, w jednostce regionalnej Rodos. W jej skład wchodzi wyspa Rodos. Siedzibą gminy jest Rodos. W 2011 roku liczyła 115 490 mieszkańców. Powstała 1 stycznia 2011 roku w wyniku połączenia dotychczasowych gmin: Rodos, Notia Rodos, Petaludes, Lindos, Kamiros, Kalitea, Afandu, Jalisos, Atawiros i Archangelos.